# Пасја седмица
Пасја седмица или Пасја недеља која почиње 12. јануара и траје седам дана у српском народном календару је остатак старе религије њихових предака. Некада се предстојећи празник Светог Василија-Василице у неким деловима Србије или на простору Балканског полуострва  где  живе Срби  прослављао као пасји празник страсти, због чега се недеља пред српску нову годину и данас назива Недељом паса.

## Народно предање
Псу, као човековом верном пратиоцу и заштитнику још из раног неолита, сасвим оправдано,  у народном календару међу многим животињама (мечки, вуцима, коњима, гујама, птицама, кокошима или мишевима) који имају свој дан , дато је и место  псу. Тако је  псу посвећен празник познат као Пасја седмица или пасја недеља у којој је главни празник Васиљевдан (14. јануара).

Вероватно је ова недеља настала као део наслеђа везаног за  веровања наших предака из предхришћанског периода, када је према веровањима Срба пас био истовремено и презрена и цењена животиња. Према Веселину Чајкановићу, 
Пас је врло јака, па и опака, демонска животиња, која има моћ предсказања, откривања, сузбијања болести итд, те му је у старој српској многобожачкој религији негован и посебан култ.
 
Везано за пса настао је и израз за карактерну особину неког човека за кога се  жели да  каже да је претерано понизан према јачему, употребљава израз: 
„Веран као пас“.
У исто време, људи цене пса због његових пророчанских моћи, јер може открити лопова, предвидети смрт, лоше време, земљотрес или пожар. Може чак да претпостави која ће се девојка у кући венчати.
Пас се плаши демона и самог ђавола. Пас је заштитник куће и целог домаћинства. Све ово указује на то да је и сам пас некада имао демонски карактер и да је слављен и имао свој празник код старих Словена.
Почетком недеље сви чланови породице пажљиви су према псима, па му доносе најбоље комаде остатка хране, па чак и припремају посебна јела за њега. Током недеље пси се пуштају са ланца да би „јурили вукове“.
Последњег дана псеће недеље, однос се мења.  Сви се према псу понашају као према псу.
За онога ко лоше прође, или сасвим настрада, постоји у народу изрека: прошао као псето на Василицу. Па је о овом празнику, као и целе пасје недеље, био обичај да се пси туку, опрљују ватром или убијају. То је чињено под изговором да се тиме жели спречити ширење беснила међу псима.
Овај обичај се и даље поштује у неким деловима Косова и Македоније.